# Ermita de San Roque (Vilopriu)
La ermita de San Roque (en catalán: Ermita de Sant Roc) es un edificio del municipio de Vilopriu en la comarca catalana de la Bajo Ampurdán en la provincia de Gerona está catalogado como Bien Cultural de Interés Local e incluido en el Inventario del Patrimonio Arquitectónico de Cataluña.

## Descripción
La ermita de San Roque, se encuentra situada en lo alto de una pequeña colina cercana al más Barón, es una pequeña construcción de carácter popular, de una nave con ábside semicircular y cubierta de teja a dos vertientes, el material empleado en la construcción es la piedra de (sillares y mampostería). La fachada tiene puerta de acceso de arco de medio punto con dovelas de piedra, dos pequeñas aberturas adinteladas, situadas a ambos lados y una ventana rectangular en la parte superior, ligeramente abocinada. Un pequeño campanario de pared con abertura de arco de medio punto corona la fachada en el vértice de la parte superior. En el interior, la nave se cubre con bóveda de cañón, y queda dividida transversalmente en dos partes por un arco carpanel. Se conserva todavía la reja de separación.

## Historia
Esta construcción está datada de los siglos XVIII y XIX. Presenta el interés tipológico de las pequeñas iglesias populares. Se utiliza principalmente para la fiesta de San Roque.
La ermita, que había llegado a una situación de abandono bastante avanzada, en la actualidad se encuentra en proceso de restauración. Se ha colocado un tejado nuevo ya que un tramo de la bóveda se había derrumbado, se ha limpiado el interior y se ha puesto una puerta de madera nueva.